# Solanum triflorum
Morelle à trois fleurs
Espèce
Solanum triflorum, la Morelle à trois fleurs, est une espèce de plantes à fleurs de la famille des Solanaceae. Son aire d'origine naturelle s'étend du Canada aux États-Unis et à l'Argentine. Il s'agit d'une plante annuelle qui pousse principalement dans le biome tempéré.

## Répartition et habitat
Cette espèce est considérée comme indigène d'une grande partie de l'Est et de l'Ouest des États-Unis et de certaines parties du Canada, bien qu'il y ait un débat à ce sujet. Elle pousse dans de nombreux types d'habitats, préférant les terrains labourés et perturbés pour germer. Introduite, cette espèce est parfois considérée comme une mauvaise herbe.

## Description
C'est une plante annuelle, herbacée, produisant des tiges tentaculaires, décombantes, parsemées de nouvelles pousses. Ces tiges horizontales décombantes peuvent rapidement atteindre un mètre dans toutes les directions. Solanum triflorum est couvert de trichomes et de poils, parfois confondus avec des glandes. Les feuilles mesurent quelques centimètres de long et sont profondément « coupées » en lobes légèrement pointus et dentelés, ce qui lui vaut son nom commun de « feuille coupée » en français.
L'inflorescence porte deux ou trois fleurs, chacune mesurant un peu moins d'un centimètre de large lorsqu'elle est complètement ouverte. La fleur est généralement blanche, mais elle peut être verdâtre ou teintée de pourpre. Le fruit est une baie, semblable aux autres morelles, d'environ un centimètre de large.

## Systématique
Le nom correct complet (avec auteur) de ce taxon est Solanum triflorum Nutt..
Ce taxon porte en français les noms vernaculaires ou normalisés suivants : Morelle à trois fleurs,,.
En anglais, cette plante porte les noms vernaculaires de Cutleaf nightshade et Small nightshade.
Solanum triflorum a pour synonymes :
- Solanum calophyllum Phil.
- Solanum gaudichaudii var. pyrethrifolium (Griseb.) Kuntze
- Solanum mendocinum Phil.
- Solanum ponticum Prodan
- Solanum pyrethrifolium Griseb.
- Solanum triflorum f. malvinum De Langhe & D'hose
- Solanum triflorum f. malvinum DeLanghe & Dhose
- Solanum triflorum var. calophyllum (Phil.) Bitter
- Solanum triflorum var. dentatum Ooststr.
- Solanum triflorum var. majus Hook.
- Solanum triflorum var. minus Hook.
- Solanum triflorum var. ponticum (Prodan) Borza
- Solanum triflorum var. pyrethrifolium (Griseb.) Bitter
- Solanum triflorum var. pyrethrifolium (Griseb.) Bitter ex Probst
- Solanum triflorum var. triflorum